# Euploea zodica
Euploea zodica är en fjärilsart som beskrevs av Hans Fruhstorfer 1904. Euploea zodica ingår i släktet Euploea och familjen praktfjärilar. Inga underarter finns listade i Catalogue of Life.